# Baljkovac
Baljkovac (cyr. Баљковац) – wieś w Serbii, w okręgu szumadijskim, w mieście Kragujevac. W 2011 roku liczyła 627 mieszkańców.